# Chrysoprasis timapeba
Chrysoprasis timapeba là một loài bọ cánh cứng trong họ Cerambycidae.